# San Niccolò del Carmine
San Niccolò del Carmine, auch als San Niccolò al Carmine und Santa Maria al/del Carmine bezeichnet, ist eine Kirche mit Konvent im historischen Stadtkern von Siena, die dem Nikolaus von Myra geweiht ist.

## Lage

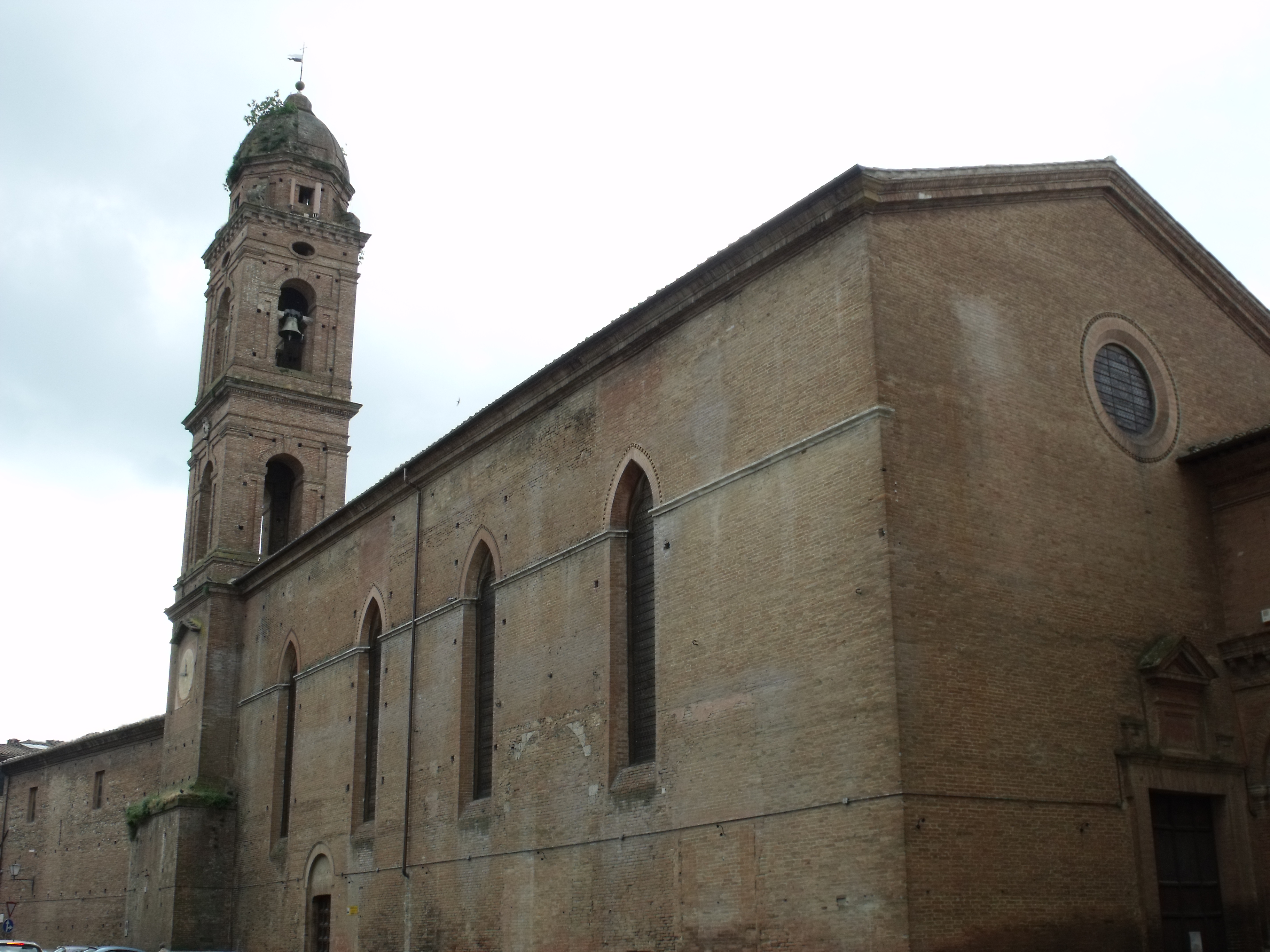
Die Kirche San Niccolò al Carmine in Siena

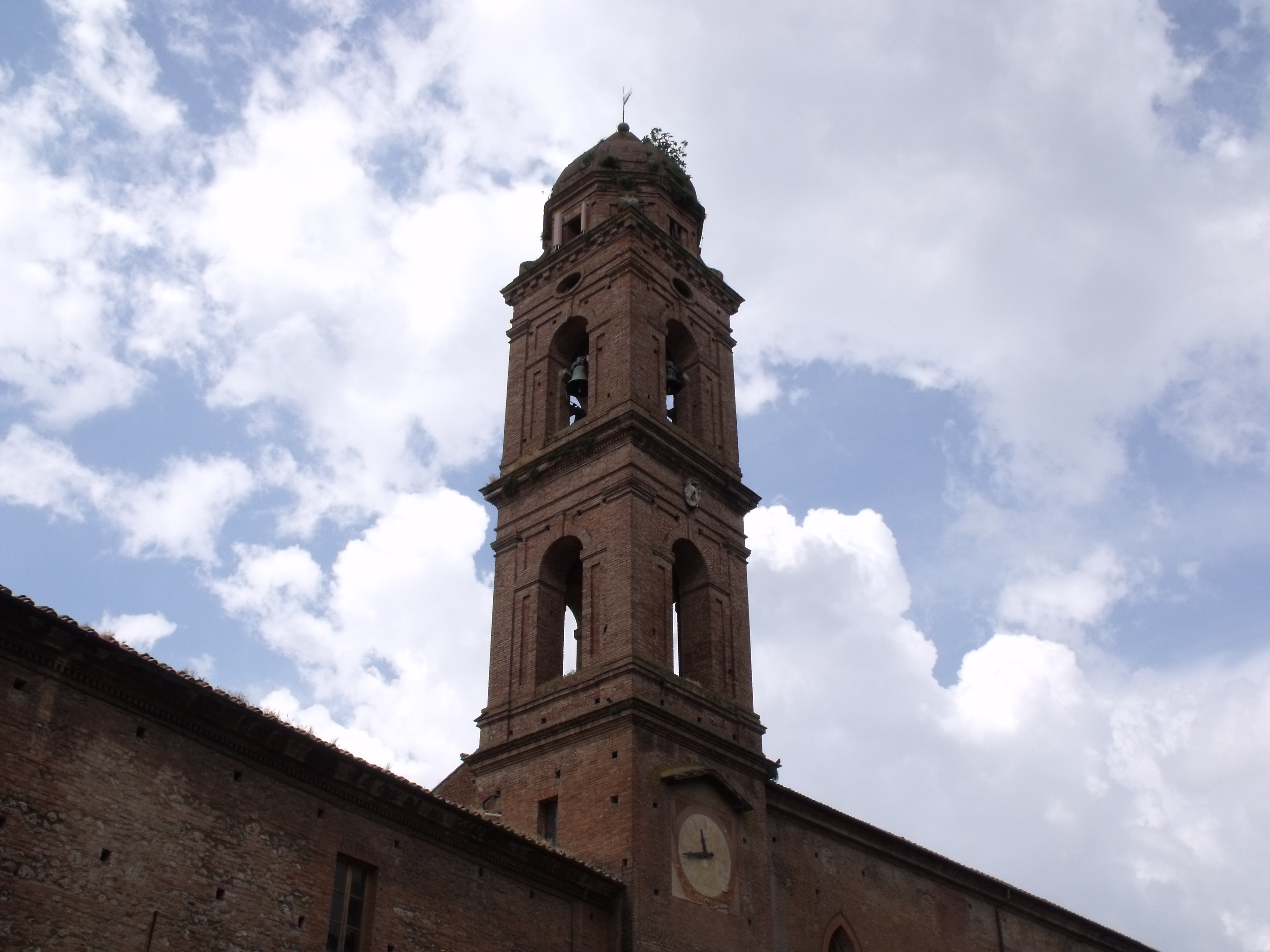
Der Campanile der Kirche San Niccolò al Carmine in Siena

Die Kirche befindet sich innerhalb der Stadtmauern in der Via Pian dei Mantellini 44. Der Karmelitenorden ist namensgebend für die Straße, die als Ebene der Mantelträger bzw. der Mäntelchen bezeichnet wird. Die Kirche und die angehörigen Gebäude befindet sich im Stadtdrittel Terzo di Città in der Contrada Pantera (Panther), deren Oratorium sie ist. Neben der Kirche und dem Konvent gehört zudem ein Kreuzgang, eine Sakristei und die Capella del Sacramento zum Gebäudekomplex.

## Geschichte
Der Gebäudekomplex wurde im 14. Jahrhundert von der Ordensgemeinschaft der Karmeliten errichtet und nach deren Spaltung von den unbeschuhten Karmeliten geführt. Am Anfang des 16. Jahrhunderts wurde die Kirche und die dazugehörigen Gebäude von Baldassare Peruzzi umgestaltet. Die Fassade ist eine Facciata a capanna, eine Giebelfassade, mit einer Rosette über dem Haupttor. Der Campanile scheint aus dem Anfang des 17. Jahrhunderts zu stammen und wurde von Baldassare Peruzzi oder Antonio Maria Lari (auch Anton Maria Lari, Il Tozzo genannt) errichtet. Il Tozzo wird auch der Kreuzgang zugeschrieben. Die Kirche gehört zum Erzbistum Siena-Colle di Val d’Elsa-Montalcino. Das Gebäude wurde bis 1960 als Kaserne benutzt, heute befinden sich hier das Studiensekretariat und das Präsidium der Scienze Matematiche, Fisiche e Naturali (Mathematisch-naturwissenschaftliche Fakultät) der Universität Siena.

## Kunstwerke im Gebäudekomplex (Auswahl)
- Domenico Beccafumi: San Michele che scaccia gli angeli ribelli (Der Heilige Michael vertreibt die rebellischen Engel, um 1528 entstanden)
- Alessandro Casolani: Martirio di San Bartolomeo (Leinwandgemälde, 1604 entstanden)
- Giuseppe Colignon: Apparazione della Santa Famiglia a San Giovanni della Croce e a Santa Teresa (Leinwandgemälde, 1825 entstanden)
- Giacomo Cozzarelli: San Sigismondo (Terracottafigur, um 1506 entstanden, befindet sich in der Sakristei)
- Bernardino Fungai: Madonna in trono col Bambino e Santi
- Domenico Manetti: Apparazione della Madonna al Beato Franco Lippi da Grotti (mit Rutilio Manetti, 1639 entstanden, befindet sich im Oratorio der Sakristei)
- Dionisio Montorselli: Incoronazione di Santa Teresa (Leinwandgemälde)
- Giuseppe Nicola Nasini: Vita carmelitana (um 1710 entstandene Fresken)
- Bartolomeo Neroni:
  - Adorazioni dei Pastori (unvollendet, durch Arcangelo Salimbeni fertiggestellt)
  - La Natività, Leinwandgemälde
- Girolamo del Pacchia: Ascensione di Gesù (um 1510 entstanden)
- Francesco Rustici: Madonna col Bambino e i Santi Ansano e Caterina
- Arcangelo Salimbeni:
  - Altarsockel mit den Werken Sogno di Giuseppe, Fuga in Egitto und Epifania
  - Fertigstellung des Werkes Adorazioni dei Pastori des Riccio (Bartolomeo Neroni)
- Sodoma (Giovanni Antonio Bazzi):
  - Natività della Madonna (Tafelbild, um 1537 entstanden, befindet sich in der Cappella del Sacramento)
  - Padre Eterno (Fresko, Cappella del Sacramento)
- Francesco Vanni: Santi Alberto carmelitano, Stefano, Marta e Caterina d’Alessandria
- Stefano Volpi: Crocifissione (Leinwandgemälde)